# Rene Russo
Rene Marie Russo (ur. 17 lutego 1954 w Burbank) – amerykańska aktorka i producentka filmowa, modelka.

## Życiorys

### Wczesne lata
Urodziła się w Burbank w stanie Kalifornia jako córka Shirley (z domu Balocca), pracowniczki fabryki i barmanki, oraz Nino Russo, rzeźbiarza i mechanika samochodowego. Jej rodzina była pochodzenia włoskiego (sycylijskiego), niemieckiego i irlandzkiego. Kiedy miała dwa lata, ojciec opuścił ją, jej siostrę i matkę. W wieku dziesięciu lat wykryto u niej wadę kręgosłupa i przez cztery lata musiała chodzić w gorsecie. W szkole Burroughs High School poznała przyszłego reżysera Rona Howarda. Chcąc pomóc finansowo matce, która pracowała na dzienne zmiany w fabryce, a wieczorami stała za barem, Rene zatrudniła się na pełny etat w miejscowym teatrze jako bileterka, pracowała również w warsztatach produkujących okulary.

### Kariera
Jej wielką młodzieńczą miłością był Mick Jagger, wokalista Rolling Stones. Podczas jednego z koncertów Stonesów zauważył ją John Cosby, łowca talentów. Zachwycił się jej urodą, dał jej wizytówkę i zaprosił na małą sesję zdjęciową. Fotografie swego odkrycia pokazał współpracownikom w Los Angeles. Niedługo potem Rene przeniosła się do Nowego Jorku, podpisała kontrakt z prestiżową agencją modelek Forda i wzięła udział w prywatnej sesji zdjęciowej ze światowej sławy fotografem Richardem Avedonem, dla potrzeb kampanii reklamowej Revlon. Avedon wziął początkującą modelkę pod swoje skrzydła, pilnując jej kariery, dopóki nie osiągnęła pełnoletniości.
Po swoich dziewiętnastych urodzinach pojawiała się na okładce m.in. „Vogue”, „Mademoiselle” i „Cosmopolitan”. Praca modelki przyniosła jej wiele nagród finansowych, dzięki nim kupiła dom dla swojej matki, a drugi dla siebie. Któregoś dnia zrozumiała, że czas poszukać innego zajęcia, kiedy ona – dziewczyna z okładki – znalazła się na sesji zdjęciowej do katalogu z ubraniami dla kobiet ciężarnych. Ta zmiana w życiu, koniec kariery modelki, dodała jej bodźca do poszukiwań duchowych. Rene zainteresowała się twórczością C.S. Lewisa, zwłaszcza jego refleksją Mere Christianity.
Brała lekcje aktorstwa u Allana Richa. Zaczęła występować w małych teatrach w Los Angeles. Trafiła na szklany ekran jako Eden Kendell w serialu ABC Sable (1987-88) z udziałem Kena Page'a. W komedii sportowej Pierwsza liga (Major League, 1989) została obsadzona w roli narzeczonej Toma Berengera. Kolejną rolę  zagrała w thrillerze Freejack (1992), gdzie na planie spotkała Jaggera, swą miłość sprzed lat, oraz poznała scenarzystę Dana Gilroya, z którym pobrała się 14 marca 1992. Mają córkę Rose.

## Filmografia
- 1987: Sable jako Eden Kendell
- 1988: Meanwhile in Santa Monica
- 1989: Pierwsza liga (Major League) jako Lynn Wells
- 1990: Pan Przeznaczenie (Mr. Destiny) jako Cindy Jo
- 1991: Dobry gliniarz (One Good Cop) jako Rita Lewis
- 1992: Freejack jako Julie Redlund
- 1992: Zabójcza broń 3 (Lethal Weapon 3) jako Lorna Cole
- 1993: Na linii ognia (In the Line of Fire) jako Lilly Raines
- 1994: Pierwsza liga II (Major League II) jako Lynn
- 1995: Epidemia (Outbreak) jako Robby Keough
- 1995: Dorwać małego (Get Shorty) jako Karen Flores
- 1996: Okup (Ransom) jako Kate Mullen
- 1996: Tin Cup jako dr Molly Griswold
- 1997: Kumpel (Buddy) jako Trudy Lintz
- 1998: Zabójcza broń 4 (Lethal Weapon 4) jako Lorna Cole
- 1999: Afera Thomasa Crowna (The Thomas Crown Affair) jako Catherine Banning
- 2000: Rocky i Łoś Superktoś (The Adventures of Rocky and Bullwinkle) jako Natasha Fatal
- 2002: Wielkie kłopoty (Big Trouble) jako Anna Herk
- 2002: Showtime jako Chase Renzi
- 2005: Twoje, moje i nasze (Yours, Mine and Ours) jako Helen North
- 2005: Podwójna gra (Two for the Money) jako Toni Morrow
- 2011: Thor jako Frigga
- 2013: Thor: Mroczny świat (Thor: The Dark World) jako Frigga
- 2014: Wolny strzelec (Nightcrawler) jako Nina Romina
- 2015: Frank i Cindy (Frank and Cindy) jako Cindy Brown, żona Franka
- 2015: Praktykant (The Intern) jako Fiona
- 2017: To dopiero początek (Just Getting Started) jako wczasowiczka Suzie
- 2018: Velvet Buzzsaw jako Rhodora Haze
- 2019: Avengers: Koniec gry (Avengers: Endgame) jako Frigga

## Nagrody
- 2001: Rocky i Łoś Superktoś (nominacja) Saturn najlepsza aktorka drugoplanowa
- 2001: Rocky i Łoś Superktoś (nominacja) Złota Malina najgorsza aktorka drugoplanowa
- 1993: Freejack (nominacja) Saturn najlepsza aktorka drugoplanowa